# 코파 이탈리아 세리에 C
코파 이탈리아 세리에 C(Coppa Italia Serie C, 과거 코파 이탈리아 레가 프로)는 이탈리아 축구 컵 대회이다. 세리에 C의 팀들이 참여한 토너먼트이다. 결승전을 포함한 모든 경기는 홈, 어웨이 방식으로 치른다.

## 과거 우승팀들

### 코파 이탈리아 세리에 C
| 연도    | 우승                | 준우승              |
| ------- | ------------------- | ------------------- |
| 1972–73 | 알레산드리아        | 아벨리노            |
| 1973–74 | 몬차                | 레체                |
| 1974–75 | 몬차                | 소렌토 칼초         |
| 1975–76 | US 레체             | 몬차                |
| 1976–77 | 레코                | 산조반네세          |
| 1977–78 | 우디네세            | 레지나              |
| 1978–79 | 시라쿠사            | 비엘레세            |
| 1979–80 | 파도바              | 살레르니타나        |
| 1980–81 | 아레초              | 테르나나            |
| 1981–82 | 비첸차              | 캄포바소            |
| 1982–83 | 카라레세            | 파노                |
| 1983–84 | 판풀라              | 안코나              |
| 1984–85 | 카사라노            | 카라레세            |
| 1985–86 | 비레시트 보칼레오네 | 예시                |
| 1986–87 | 리보르노            | 캄파니아 푸테올라나 |
| 1987–88 | 몬차                | 팔레르모            |
| 1988–89 | 칼리아리            | SPAL                |
| 1989–90 | 루케세              | 팔레르모            |
| 1990–91 | 몬차                | 팔레르모            |
| 1991–92 | 삼베네데테세        | 시에나              |
| 1992–93 | 팔레르모            | 코모                |
| 1993–94 | 트리에스티나        | 페루자              |
| 1994–95 | 바레세              | 포를리              |
| 1995–96 | 엠폴리              | 몬차                |
| 1996–97 | 코모                | 노체리나            |
| 1997–98 | 알차노 비레시트     | 체세나              |
| 1998–99 | SPAL                | 구알도              |
| 1999–00 | 피사                | 아벨리노            |
| 2000–01 | 프라토              | 루메차네            |
| 2001–02 | 알비놀레페          | 리보르노            |
| 2002–03 | 브린디시            | 프로 파르티아       |
| 2003–04 | 체세나              | 프로 파트리아       |
| 2004–05 | 스페치아            | 프로시노네          |
| 2005–06 | 갈리폴리            | 산레메세            |
| 2006–07 | 포자                | 쿠네오              |
| 2007–08 | 바사노 비르투스     | 베네벤토            |

### 코파 이탈리아 레가 프로
| 연도    | 우승          | 준우승     |
| ------- | ------------- | ---------- |
| 2008–09 | 소렌토        | 크레모네세 |
| 2009–10 | 루메차네      | 코센차     |
| 2010–11 | 유베 스타비아 | 카르피     |
| 2011–12 | 스페치아      | 피사       |
| 2012–13 | 라티나        | 비아레조   |
| 2013–14 | 살레르니타나  | 몬차       |
| 2014-15 | 코센차        | 코모       |
| 2015-16 | 포자          | 치타델라   |
| 2016-17 | 베네치아      | 마테라     |

## 같이 보기
- 세리에 C